# آسمان‌خراش (فیلم ۱۹۹۶)
آسمان‌خراش (انگلیسی: Skyscraper) فیلمی ویدئویی با بازی آنا نیکول اسمیت است که در سال ۱۹۹۶ منتشر شد.

## External links
- آسمان‌خراش در بانک اطلاعات اینترنتی فیلم‌ها (IMDb)
- آسمان‌خراش در آل‌مووی